# Харлекин препелица
Харлекин препелица (лат. Coturnix delegorguei) је врста препелице из породице фазанки која живи у тропској субсахарској Африци. Станишта су јој отворени травњаци и пољопривредне површине с ниским растињем.

## Изглед
Дуга је 16-19 центиметара. Мужјаци су тешки 49-81 грама, а женке 63-94 грама. Мужјаци на врату имају посебно изражен контраст црне и беле боје, на којем је "цртеж" у облику сидра. Женка је неприметно смеђе боје.

## Размножавање
Сезона парења је током кишне сезоне, од октобра до марта. У сакривеном гнезду налази се 4-8 јаја која инкубира искључиво женка. Инкубација траје 14-18 дана. Пилићи брзо напуштају гнездо. Мужјак стоји у близини гнезда у случају да гнездо нападну природни непријатељи.

## Подврсте
Постоје три подврсте ове препелице:
- лат. , која живи у Јемену.
- лат. , која живи у Обали Слоноваче, Етиопији, Јужноафричкој Републици и Мадагаскару.
- лат. , која живи на острву Сао Томе.